# Cehăluț
Cehăluț (węg. Magyarcsaholy) – wieś w Rumunii, w okręgu Satu Mare, w gminie Cehal. W 2011 roku liczyła 603 mieszkańców. 